# Castelo de Peveril

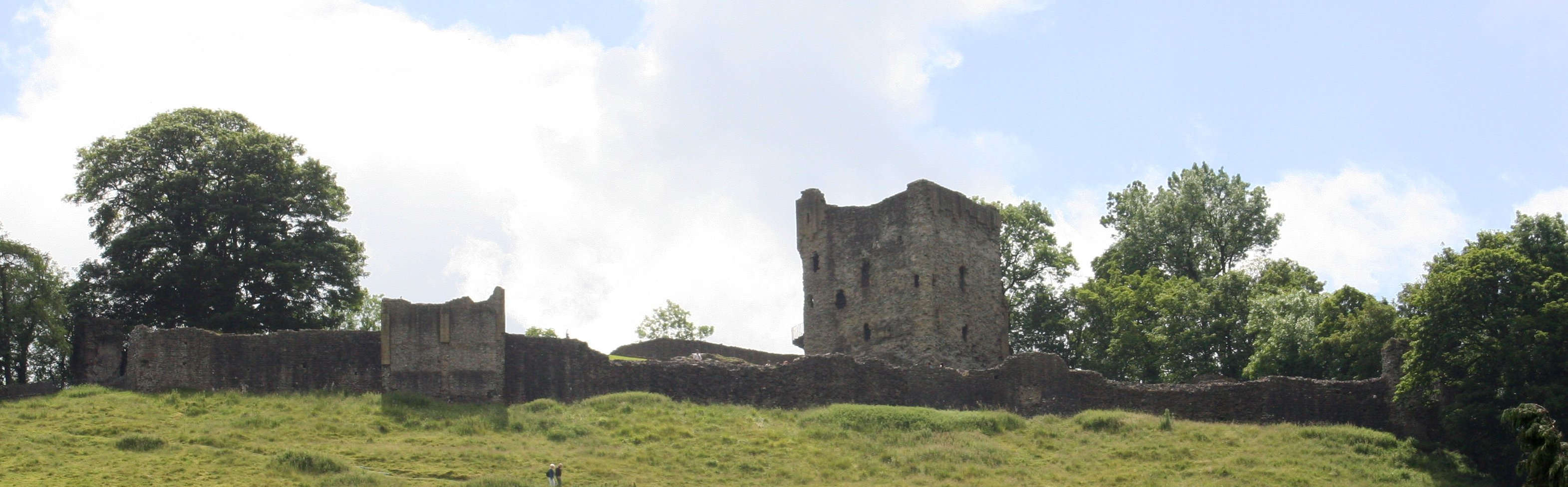
O Castelo de Peveril visto de Castleton.

O Castelo de Peveril (em inglês: Peveril Castle), também chamado de Castelo de Castleton (Castleton Castle), é um castelo apalaçado também conhecido no passado como Peak Castle. Fica situado em Castleton, Derbyshire, Inglaterra. Ergue-se numa colina voltada para a aldeia, providenciando vistas através do Hope Valley e do Cave Dale. É protegido como Scheduled Ancient Monument (Monumento Antigo Marcado) e está classificado como listed buildingcom o Grau I. O castelo recebeu o nome de William Peverel, um alegado, embora não provado, filho ilegítimo do Rei Guilherme I de Inglaterra, a quem foi concedido o Solar Real do Peak (Royal Manors of the Peak), pouco depois da Conquista Normanda, em 1066, administrando, deste modo, a Floresta do Peak a meias com o rei.
O castelo consistia numa pequena torre de menagem quadrada, que ainda está de pé, e cortinasd de muralhas. Traços de outros edifícios são visíveis dentro das muralhas, incluindo o sítio do salão que deve ter sido a principal acomodação.
O filho de Peverel, William Peverel o Jovem, caiu em desgraça junto de Henrique II e, o que levou a que o rei confiscasse as propriedades Peverel em 1155. Desde então, o castelo tem pertencido à Coroa ou ao Ducado de Lancaster, estando agora aos cuidados do English Heritage.